# Fryderyka Bacciarelli
Fryderyka Bacciarelli, właśc. Johanna Juliana Friederike Bacciarelli, de domo Richter (ur. 21 maja 1733 w Dreźnie, zm. w Warszawie) – niemiecka miniaturzystka i pastelistka, malarka nadworna polskich królów.

## Życiorys

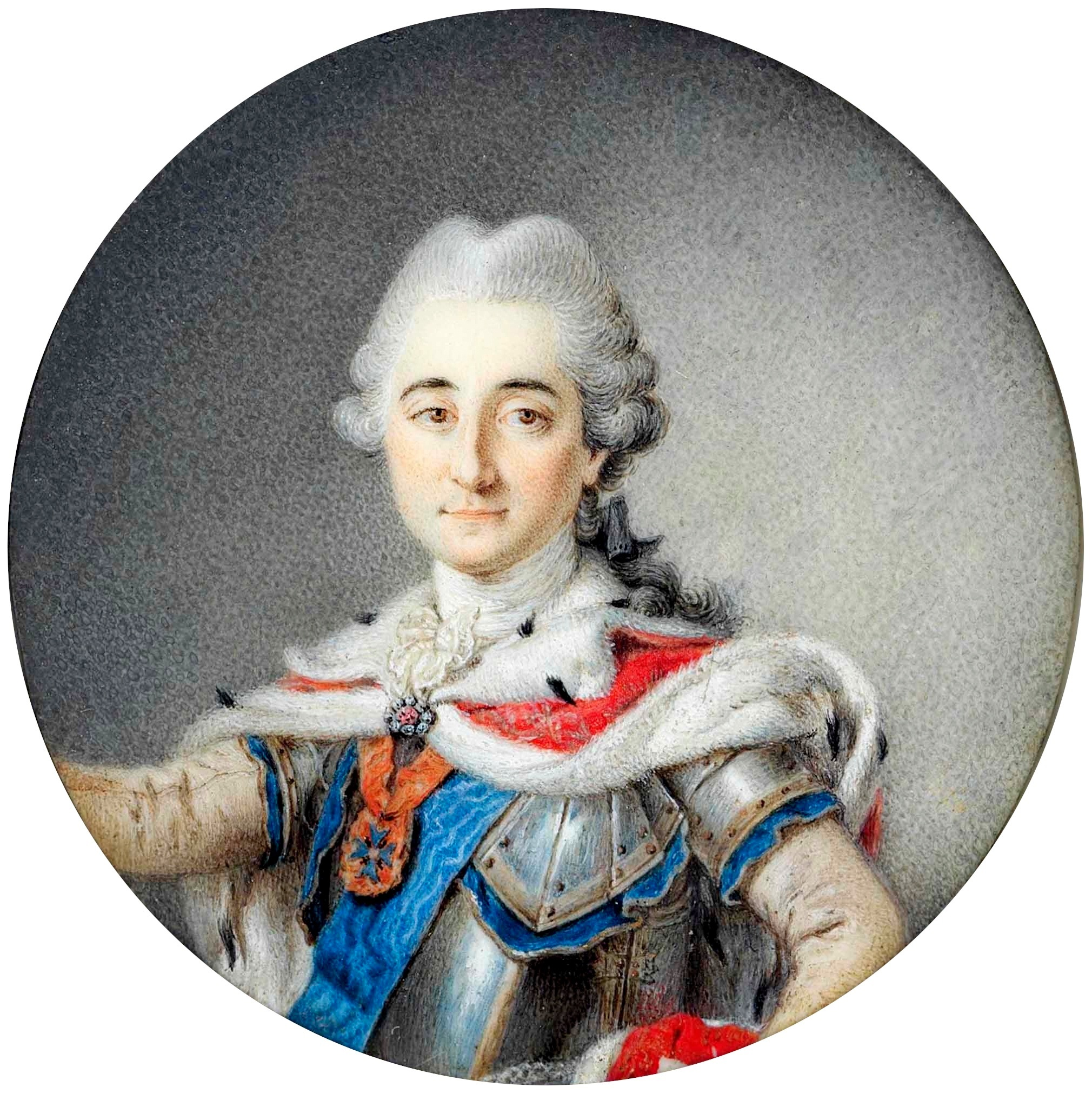
Stanisław August Poniatowski, krąg Fryderyki Bacciarelli

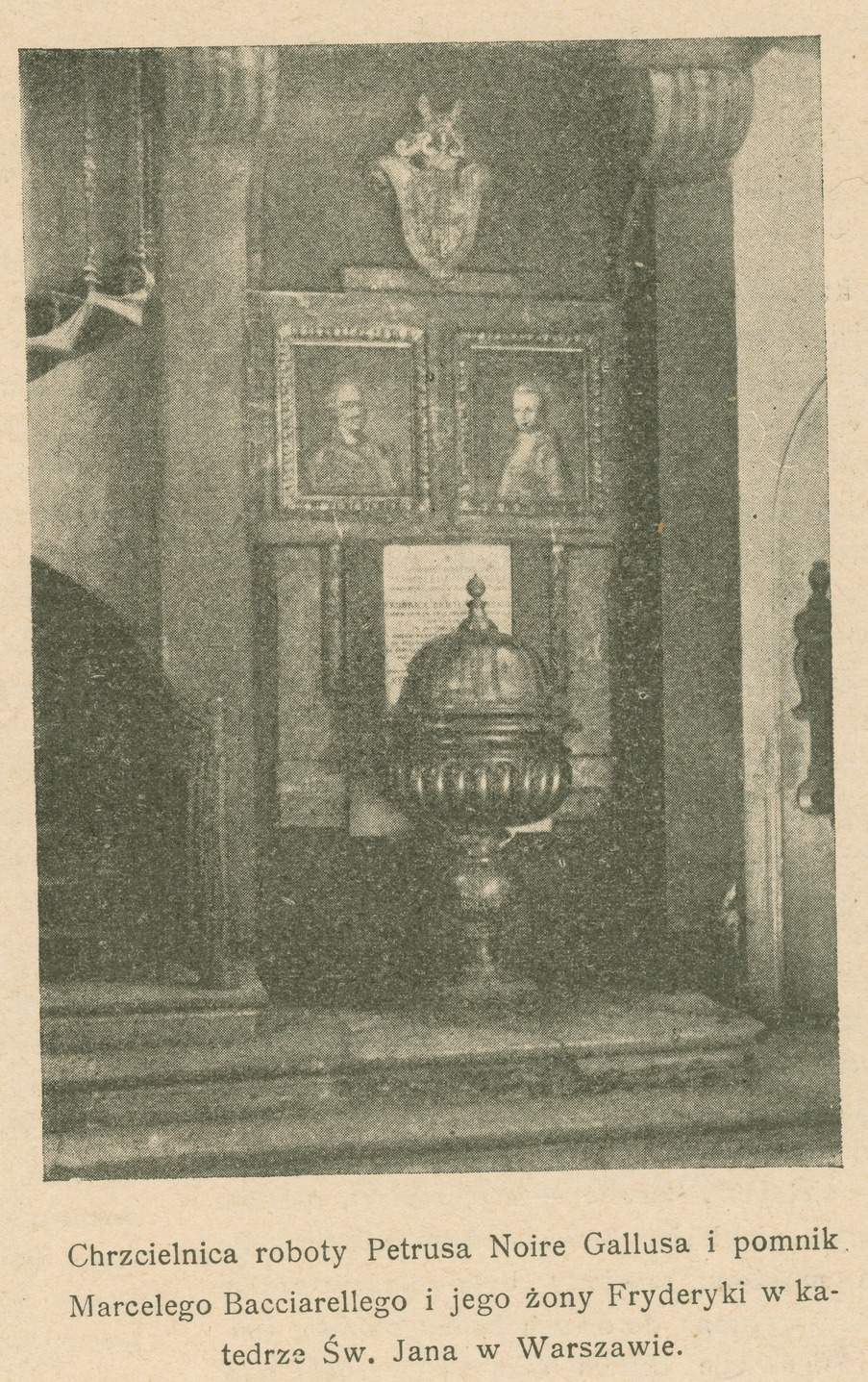
Pomnik Marcelego Baciarellego i jego żony Fryderyki w katedrze św. Jana w Warszawie

Urodziła się 21 maja 1733 w Dreźnie, w artystycznej rodzinie Richterów. Pobierała nauki malarstwa u Charlesa Hutina oraz u Marcella Bacciarellego. W 1753 roku rozpoczęła pracę dla dworu drezdeńskiego, zaś dwa lata później wyszła za mąż za Bacciarellego. Lata 1756–1764 spędziła w Warszawie, 8 grudnia 1759 roku otrzymała tytuł malarki nadwornej Augusta III Sasa. W 1764 roku otrzymała tytuł „académicienne agregée” w Akademii Sztuk Pięknych w Dreźnie, później zostając jej członkiem honorowym. Lata 1764–1766 spędziła w Wiedniu, gdzie tworzyła miniaturowe kopie obrazów dla Elżbiety Grabowskiej, po czym powróciła z mężem do Warszawy. Chorowała na epilepsję. Zmarła w Warszawie, prawdopodobnie 26 lutego 1809, lub w 1811 czy 1812 roku.
Tworzyła miniatury, medaliony i pastele. Portretowała przede wszystkim szlachtę i królów, w tym Stanisława Augusta Poniatowskiego, malując miniatury na kości słoniowej, co było nietypowe na ziemiach polskich. Jak Hutin, posługiwała się techniką suchego pointylizmu, ograniczając użycie pigmentów. Uczyła wielu kolejnych artystów, którzy stworzyli warszawską szkołę miniatur: Wincentego de Lesseur, Józefa Kosińskiego, Franciszka Olexińskiego czy Stanisława Marszałkiewicza. Ponieważ rzadko podpisywała swe dzieła, większość prac została przypisana według tradycji.
Dwie córki Fryderyki, Anna i Manon, kontynuowały tradycje artystyczne rodziny, ucząc się rysunku. Po nauce u obu rodziców Anna została miniaturzystką i śpiewaczką.
Prace przypisywane Bacciarelli i jej warsztatowi znajdują się m.in. w zbiorach Muzeum Narodowego w Warszawie i Muzeum Książąt Lubomirskich.